# Дитрих IV фон Геминген
Дитрих IV фон Геминген, „преим. на Дитер IV“ (на немски: Dietrich IV (gen. Diether) von Gemmingen; † 3 март 1414), споменат от 1372 г., е благородник от стария алемански рицарски род Геминген в Крайхгау в Баден-Вюртемберг от линията клон А (с днешната резиденция: замък Гутенберг).
Той е син на Дитрих II фон Геминген „Стари“ († ок. 1374) и съпругата му Елизабет фон Мауер († 1354).
Той умира на 3 март 1414 г. и е погребан в Геминген.

## Фамилия
Дитрих IV фон Геминген се жени ок. 1365 г. за Елз фон Заксенхайм († ок. 1389 в Геминген), дъщеря на Бернолд фон Заксенхайм и Елизабет Гьолер фон Равенсбург. Те имат два сина:
- Дитер V (* ок. 1374; † пр. 1428), женен пр. 1398 г. за Анна (Агнес) фон Зелбах, дъщеря на Ханс (или Герхард) фон Зелбах и Анна фон Щайнбах; основател на I. линия (Щайнег)
- Конрад († 1463), женен за Маргарета фон Вайнгартен († 1464)

Дитрих IV фон Геминген се жени втори път ок. 1391 г. за Елз фон Франкенщайн, дъщеря на Конрад III фон Франкенщайн († сл. 1397) и Ида фон Бикенбах († сл. 1370). Те имат децата:
- Ханс Богатия (* ок. 1394; † 19 ноември 1490), маршал на Курпфалц, женен за Катарина Ландшад фон Щайнах († сл. 1446), дъщеря на Контц/Дитрих II Ландшад фон Щайнах († 1439) и Катарина/Ирмгард (Берта) Кемерер фон Вормс († 1440)/ или на Блигер XIV Ландшад фон Щайнах († пр. 1427) и Маргарета фон Розенберг († 1433), основател на II. линия (Геминген, Гутенберг)
- Елз, омъжена за В. фон Заксенхай
- Мария, омъжена за Й. Байер фон Бопард
- Метц/Метца фон Геминген († 1485), омъжена за Еберхард Вайс фон Фойербах († сл. 1452), син на Йохан Вайс фон Фойербах и Брендел фон Хомбург